# Lago Ellesmere/Te Waihora
El lago Ellesmere / Te Waihora es un lago costero amplio y poco profundo o waituna, en la región de Canterbury de la isla del Sur de Nueva Zelanda. Está directamente al oeste de la península de Banks, separada del océano Pacífico por el largo, estrecho y arenoso Kaitorete Spit, o más correctamente Kaitorete Barrier. Se encuentra en parte en el extremo sureste del distrito de Selwyn y en parte en la extensión suroeste del antiguo distrito de la península de Banks, que ahora (desde 2006) es un distrito de la ciudad de Christchurch. El lago tiene un gran significado histórico y cultural para la población indígena maorí y el nombre tradicional maorí Te Waihora, significa aguas que se extienden. Desde 1938, por lo menos, tiene un doble nombre inglés y maorí.

## Geografía e hidrología
En la actualidad, el lago Ellesmere / Te Waihora es una masa de agua salobre de tipo barra, comúnmente llamada lago o laguna. Tiene una superficie de 198 kilómetros cuadrados y es el quinto lago más grande de Nueva Zelanda (por superficie).
Waituna y las lagunas de la desembocadura del río, o hapua, forman una cadena de hábitats o corredor interconectados, que recorren la costa oriental de la isla del Sur, desde la laguna Wairau y el lago Grassmere en Marlborough, pasando por el lago Ellesmere / Te Waihora y la laguna Coopers / Muriwai en Canterbury Central, las lagunas Washdyke y Wainono en Canterbury Sur, hasta la laguna Waituna en Southland.

### Cuencas hidrográficas
Casi toda el agua que entra en el lago Ellesmere / Te Waihora procede del sistema de aguas subterráneas que subyace en los estratos dominados por la grava de las llanuras centrales de Canterbury. El sistema de aguas subterráneas se alimenta de dos fuentes de recarga: las precipitaciones que se producen en las llanuras y las filtraciones subterráneas de los ríos Rakaia y Waimakariri. La excepción son los periodos de lluvias persistentes, normalmente durante el invierno, cuando la descarga en el lago Ellesmere / Te Waihora se complementa con el flujo superficial derivado de las estribaciones del desfiladero de Rakaia hasta Darfield. Esto ilustra la razón por la que el lago Ellesmere / Te Waihora ha sufrido una importante transformación ecológica en los últimos años al cambiar las prácticas de uso del suelo en la zona de captación. Se conocen pocos detalles sobre los regímenes del nivel del agua, la circulación interna o los regímenes de sedimentación de dichas lagunas, pero se sabe que son significativamente vulnerables al uso humano de las tierras circundantes y de las cuencas de captación contribuyentes a través de los cambios en sus regímenes hidrológicos, así como en sus cargas de sedimentos y aportaciones químicas. 

## Naturaleza
Se han observado elefantes marinos del sur, que pasan breves periodos en el lago. Los tiburones peregrinos han entrado ocasionalmente en el lago.

## Historia
Aunque el lago Ellesmere / Te Waihora tiene menos de 5.000 años de antigüedad, ha sufrido muchos cambios drásticos durante ese corto periodo de tiempo. El lago es un elemento dinámico, ha llegado a tener el doble de su profundidad y superficie actuales en el pasado, y ha pasado por varias etapas a medida que se desarrollaba hasta convertirse en la laguna de tipo barra salobre que vemos hoy en día. En orden cronológico, estas etapas comenzaron con el lago como parte de las llanuras de Canterbury, que luego se inundaron, formando una bahía, luego un estuario y finalmente un lago / laguna / waituna. 
La formación original del lago Ellesmere / Te Waihora se debió principalmente a la formación de la barrera Kaitorete. La barrera de Kaitorete se denomina a menudo, de forma incorrecta, "spit". Sin embargo, por definición esto es incorrecto, ya que un espigón es más ancho en el extremo superior y se estrecha en el extremo inferior, pero la barrera de Kaitorete es más estrecha en el extremo sur (superior) y más ancha en el extremo norte (inferior). Kaitorete también está unida a la tierra en ambos extremos (aunque algo tenuemente en el sur) y, por lo tanto, se clasifica técnicamente como una playa de barrera. 
La formación de la barrera de Kaitorete comenzó al final del Último Máximo Glacial, hace 20.000 años, cuando los glaciares del valle avanzaron en Canterbury y los subsiguientes ríos glaciares de lavado llevaron grandes cantidades de arena, grava y limo a la costa. El nivel del mar en Canterbury era 130 metros más bajo que el actual debido a la glaciación y la costa se encontraba hasta 50 km al este de su posición actual, lo que significaba que las llanuras de Canterbury tenían el doble de su anchura actual. La posterior y rápida subida del nivel del mar ahogó lo que hoy es la plataforma continental, provocando una rápida migración de la costa hacia el oeste. Hace 10.000 años, la costa de Canterbury se acercaba a la zona que actualmente ocupa el lago Ellesmere / Te Waihora. La costa consistía entonces, como ahora, en las arenas y gravas no consolidadas de los abanicos de los principales ríos de la zona, como el Rakaia y el Waimakariri. La bahía de Canterbury estaba expuesta a las poderosas olas del sur. La combinación de arenas y gravas no consolidadas poco resistentes y la acción de las olas de gran energía provocaron una rápida erosión costera y un fuerte transporte neto hacia el norte de la carga resultante de arenas y gravas alimentadas a la orilla. 
Esto completa la secuencia de acontecimientos que condujeron a la formación del lago Ellesmere / Te Waihora; con la rápida subida del nivel del mar que ahogó el borde de las llanuras hacia el mar, la rápida erosión de la costa hacia el sur que cambió su posición y proporcionó, además de los sedimentos transportados directamente por el río, un suministro masivo de sedimentos transportados por el mar y una fuerte deriva neta hacia el norte por las olas, moviendo los sedimentos hacia la península de Banks y proporcionando los materiales para construir la barrera Kaitorete, que ahora encierra el lago.
Si se deja que se desarrolle de forma natural, el lago Ellesmere / Te Waihora volverá a convertirse en un estuario de agua salada en los próximos siglos. 

## Importancia cultural
El lago Ellesmere / Te Waihora ha sido un mahinga kai (lugar de importancia tradicional para la alimentación y otros recursos naturales) venerado por los maoríes desde la antigüedad y sigue siendo fundamental en la vida de muchos maoríes que ahora viven en la zona. En virtud del Acuerdo de Reclamaciones Ngāi Tahu de 1998, la propiedad del lecho del lago Ellesmere / Te Waihora fue devuelta a Te Rūnanga O Ngāi Tahu, que ahora puede reafirmar su rangatiratanga (propiedad) sobre este importante lugar mediante el control directo de su gestión. 
El nombre tradicional del lago era Te Kete Ika o Rākaihautū, que significa "la cesta de pescado de Rākaihautū". Las fuentes de alimentación del lago Ellesmere / Te Waihora fueron antaño abundantes e incluían la tuna (anguila), el pātiki (platija) y el aua (salmonete). El lago Ellesmere / Te Waihora era un famoso mahinga manu wai māori (lugar de captura de aves acuáticas). Sin embargo, hoy en día la riqueza del lago Ellesmere / Te Waihora como mahinga kai se ha perdido en gran medida por las tierras de cultivo. Aunque sigue siendo un mahinga kai, sus rendimientos se han reducido considerablemente debido al drenaje periódico del lago para mantener las tierras ganadas y los pastos. Sin embargo, en el pasado pre-Pākehā, el control del nivel del lago se mantenía en un nivel de agua óptimo para la avifauna que vivía en él y proporcionaba kai (alimento) a muchas personas. El lago sólo se drenaba cuando su nivel superaba el máximo normal. Los kōrari (tallos de lino) se arrastraban por la arena para realizar la apertura inicial del agua hacia el mar. Este drenaje cuidadosamente supervisado del lago tuvo lugar durante varios cientos de años, manteniendo constantemente el abundante suministro de kai del lago Ellesmere / Te Waihora.
En 2007, Ngai Tahu y el Instituto Nacional de Investigación del Agua y la Atmósfera (NIWA) llevaron a cabo una evaluación de la salud cultural del lago Ellesmere/Te Waihora. Los resultados preliminares mostraron que el lago, y en particular la orilla del lago, sigue teniendo importantes valores mahinga kai, a pesar de los evidentes problemas de calidad del agua, modificación, presión y vegetación autóctona. 
Como resultado del estudio, y en particular de las entrevistas con los Tāngata whenua, se identificaron una serie de temas e indicadores de salud únicos para el lago Ellesmere / Te Waihora. Se identificaron los siguientes factores de cambio: modificación e intensificación del uso de la tierra en la cuenca; drenaje, gestión y recuperación de humedales; disminución de la calidad; y acceso a mahinga kai y disminución de la afluencia y de la calidad y cantidad del agua del lago. Los principales cambios a lo largo del tiempo fueron identificados como: la pérdida del hábitat del mahinga kai; la pérdida del matauranga Ngai Tahu (el conocimiento de la iwi local); el dominio de la pesca por parte de los operadores comerciales; la disminución del acceso y uso del lago y del mahinga kai; y la degradación del mauri (fuerza vital) del lago y del mana. Para la población indígena, los resultados deseables para el futuro incluyen la regeneración y la restauración del hábitat nativo; niveles más altos y fluctuantes del lago; un aumento de la población de aves nativas; una reducción de la sedimentación y la erosión; una acción de gestión integrada; un mayor uso por parte de los Ngai Tahu y de la comunidad; el rejuvenecimiento de la actividad del mahinga kai; y la restauración de Te Kete Ika o Rakaihautu/The Fish Basket of Rakaihautu.

### Actividades recreativas

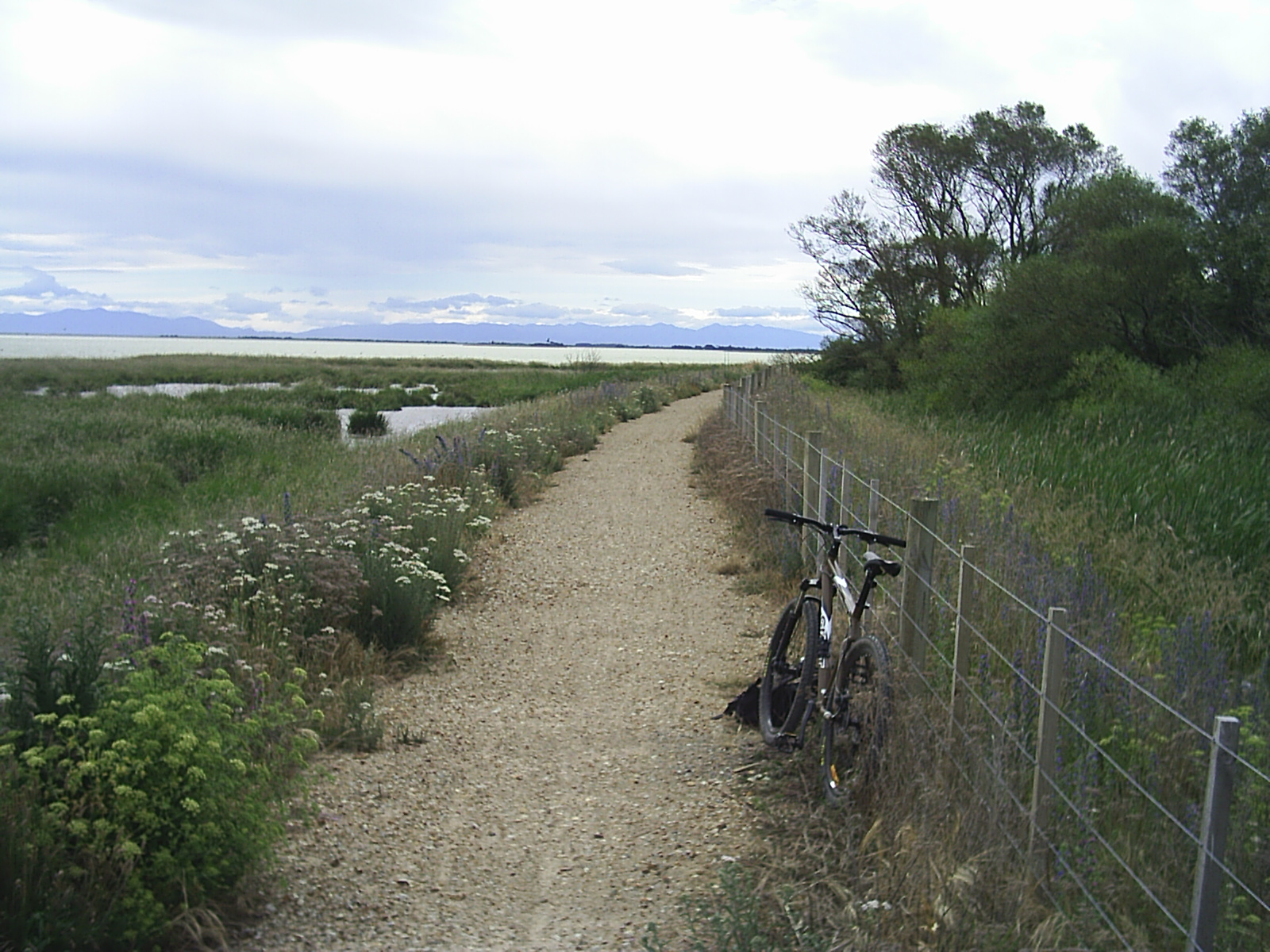
Ruta ferroviaria de Little River cerca del lago Ellesmere / Te Waihora

El lago Ellesmere / Te Waihora, además de tener una gran importancia cultural para la población indígena, está considerado como un lugar de importancia nacional para las actividades recreativas. El lago se utiliza actualmente para una amplia gama de actividades acuáticas y terrestres. Ha sido identificado como importante a nivel nacional para la caza de aves acuáticas, y a nivel regional para la pesca y el ciclismo en la ruta ferroviaria.
En la actualidad se realizan en la zona una gran variedad de actividades acuáticas y terrestres, como la pesca, la caza de aves acuáticas, la observación de aves, el pícnic, la acampada, el ciclismo, el ciclismo de montaña, la conducción de vehículos y los deportes acuáticos, como el kayak y el esquí acuático. Muchas de estas actividades dependen de la existencia de un ecosistema natural sano, especialmente de los peces y del hábitat de la fauna salvaje, y desde 1996 se ha registrado un descenso en el número de personas que participan en la pesca de la trucha y en otras actividades.

## Estado del lago y gestión futura
En un informe de 2010 sobre la calidad del agua del lago, Ellesmere / Te Waihora fue considerado el segundo lago más contaminado de Nueva Zelanda en términos de contenido de nutrientes y crecimiento de algas. Las floraciones de algas son habituales en verano y en 2009 se produjeron floraciones de algas tóxicas en el lago. Además, la mayoría de los afluentes del lago superan las directrices para los coliformes fecales y los niveles de coliformes fecales en Boggy Creek y Doyleston Drain superan con frecuencia el valor de la directriz de agua potable. 
Los resultados de los niveles de E. coli también son deficientes, ya que el 42% de los lugares asociados al lago no cumplen las normas de la guía nacional de actividades recreativas sobre la calidad del agua. Ningún lugar alcanzó la norma de recolección de mariscos/alimentos ni fue apto para el consumo. Sin embargo, existe cierto debate sobre la definición del estado trófico del lago Ellesmere / Te Waihora. Aunque el lago presenta valores elevados de nutrientes y fitoplancton que lo sitúan en la categoría de hipertrófico (extremadamente enriquecido), el lago no presenta muchas de las características de dicha clasificación. Por ejemplo, no sufre regularmente un grave agotamiento de oxígeno, ni produce antiestéticas floraciones de algas tóxicas o muertes de peces, a diferencia de otros lagos de la zona con el mismo estado trófico. Además, mantiene abundantes comunidades de peces y aves.
Recientemente se ha reconocido que la combinación de extracción y clima estaba causando efectos adversos en los niveles de las aguas subterráneas que, a su vez, afectaban negativamente a la descarga de los arroyos alimentados por manantiales en el lago Ellesmere / Te Waihora. La dependencia del lago del sistema de aguas subterráneas en su cuenca no puede reducirse, pero es de esperar que mediante la gestión de las extracciones de aguas subterráneas durante las épocas en que los aportes al sistema acuífero son bajos, el sistema de salida hacia el lago se mantenga a un nivel que garantice la protección del lago Ellesmere / Te Waihora. El lago Ellesmere / Te Waihora, al ser un lago de tierras bajas, no sólo recibe aportes en las inmediaciones del lago, sino también de la cuenca más amplia que atraviesa las llanuras hasta las estribaciones. La calidad de los afluentes del lago refleja el uso intensivo de la tierra que los rodea, con nutrientes y bacterias elevados en muchos lugares. Esto repercute en la escala de los problemas de gestión. La dependencia del lago Ellesmere/Te Waihora de las aguas subterráneas ha llevado a la autoridad local Environment Canterbury a poner en marcha un programa de restauración de los arroyos de las tierras bajas. La protección de las riberas del lago y de sus afluentes contribuirá a reducir en gran medida algunos aportes de contaminantes, como los sedimentos y el fósforo, pero será necesario gestionar los nutrientes y la asignación de agua en toda la cuenca para reducir los nitratos y mejorar los aportes de agua dulce al lago. 

## Otras lecturas
- «Ellesmere (Waihora), Lake». Te Ara: The Encyclopedia of New Zealand. 22 de abril de 2009. Originally from An Encyclopaedia of New Zealand, edited by A. H. McLintock, publicado en 1966.
- Te Waihora Joint Management Plan. Department of Conservation. Diciembre de 2005. ISBN 0-478-14059-2. Archivado desde el original el 24 de julio de 2011. Consultado el 13 de febrero de 2011.